# Johannes Mühlhäuser
Johannes Mühlhäuser (* 27. Oktober 1834 in Schlat; † 2. April 1914 in Ulm) war ein deutscher Weinbaufachmann und Politiker. Von 1869 bis 1895 leitete er die Königliche Weinbauschule in Weinsberg, und von 1870 bis 1876 gehörte er der Zweiten Kammer des Württembergischen Landtags an.

## Leben
Mühlhäusers Eltern waren der gleichnamige Schlater Land- und Gastwirt Johannes Mühlhäuser (1803–1839) und Katharina Link (1807–1839). Er hatte zwei Geschwister, von denen eines schon früh starb.
Nach dem frühen Tod seiner Eltern wuchs er vermutlich bei einer Tante in Göppingen auf, wo er die Schule besuchte. Er schlug zunächst die mittlere Verwaltungslaufbahn ein und wurde 1857 Kassenamtsbuchhalter an der Landwirtschaftlichen Hochschule Hohenheim. Im April 1866 ging er als stellvertretender Leiter mit dem Titel eines Inspektors an die im Aufbau befindliche Königliche Weinbauschule in Weinsberg. Nach dem Tod des ersten Vorstands Christian Single am 1. September 1869 wurde Mühlhäuser zunächst kommissarischer Leiter der Anstalt. Am 16. Mai 1871 erfolgte seine Berufung zum Leiter unter Ernennung zum Landesökonomierat.
Mühlhäuser leitete die Anstalt bis zum 31. August 1895 ein Vierteljahrhundert und konnte ihre Entwicklung wesentlich beeinflussen. Er erkannte früh die Bedeutung einer guten Kellerwirtschaft für den Weinbau. Da die Erweiterungen des Weinbauschulgeländes mit dem Wachstum der Anstalt nicht Schritt hielten, regte er die Verlagerung der Schule auf die Staatsdomäne Weißenhof an, was aber nicht geschah. Auf Mühlhäusers Vorschlag hin wurde 1868 auch die Weingärtnergenossenschaft Weinsberg gegründet, die älteste der drei Weingärtnergenossenschaften, die sich 1972 zur Genossenschaftskellerei Heilbronn-Erlenbach-Weinsberg zusammenschlossen. In Weinsberg war Mühlhäuser auch Vorstand des Landwirtschaftlichen Bezirksvereins des Oberamts Weinsberg und Vertrauensmann des württembergischen Obstbauvereins.
Politisch befürwortete Mühlhäuser den Beitritt Württembergs zum Deutschen Bund, also die kleindeutsche Lösung mit einem Reich unter Preußens Führung. 1870 kandidierte er als Beitrittsbefürworter im Wahlkreis Weinsberg für die Abgeordnetenkammer der Württembergischen Landstände und setzte sich klar gegen den Beitrittsgegner Hermann Niethammer von der Volkspartei durch. In der Abgeordnetenkammer gehörte Mühlhäuser bis 1876 verschiedenen Kommissionen an. Bei der Reichstagswahl 1893 kandidierte Mühlhäuser im Wahlkreis Württemberg 11 (Hall, Backnang, Öhringen, Weinsberg) für den Reichstag, verlor aber deutlich gegen Friedrich Hartmann von der Deutschen Volkspartei.
1895 verließ Mühlhäuser Weinsberg und wurde Direktor der Gräflich Kesselstatt’schen Majoratsverwaltung, des Weinguts der Reichsgrafen von Kesselstatt in Trier. 1906 trat er in den Ruhestand.